# Ophiuche caerulealis
Ophiuche caerulealis là một loài bướm đêm trong họ Erebidae.